# Умершие в сентябре 2008 года
Это список известных людей, соответствующих установленным критериям значимости (см. Википедия:Критерии значимости персоналий), умерших в сентябре 2008 года.
Причина смерти указывается лишь в исключительных случаях (убийство, самоубийство, гибель в результате военных действий, смертная казнь, ДТП или несчастные случаи). В остальных случаях — не указывается.

## Список
- 1 сентября — Рид, Джерри (71) — американский гитарист и певец, легенда кантри-музыки[1].
- 1 сентября — Лафонтейн, Дон (69) — американский продюсер, известный как голос Голливуда — на протяжении многих лет озвучивал почти все трейлеры к голливудским фильмам.[2]
- 1 сентября — Кушу, Светлана (35) — чемпионка мира и Европы по акробатике, тренер, заслуженный мастер спорта; пожар. Также в пожаре погибли три чемпионки Европы по акробатике Анна Марьина (18), Ольга Гофман (16) и Анастасия Головизнина (14)[3][4].
- 3 сентября — Тельман (Абдулла) Алишаев — известный дагестанский тележурналист; убийство[5].
- 3 сентября — Сергей Кавагоэ (55) — российский музыкант, сооснователь московских рок-групп «Машина времени» и «Воскресение» (играл в них на клавишных и ударных); сердечный приступ.
- 3 сентября — Докин, Михаил Анатольевич (46) — актёр[6].
- 4 сентября — Дан Бар-Он — израильский психолог, психотерапевт, исследователь коллективной памяти о нацизме и последствий Холокоста.
- 4 сентября — Дунаев, Михаил Михайлович (64) — советский и российский учёный, богослов, литературовед.
- 4 сентября — Александр Кожухов (66) — гандболист, член сборной команды СССР по гандболу.
- 5 сентября — Шамама Гасанова (84) — бригадир хлопоководческой бригады, Дважды Герой Социалистического Труда.
- 5 сентября — Епифан Тарасов (99) — советский борец.
- 6 сентября — Инноченти, Антонио (93) — итальянский кардинал[7].
- 7 сентября — Грегори Макдональд (71) — американский журналист и писатель.
- 7 сентября — Ильгар Моллачиев (34) — лидер экстремистской группировки Джамаат «Шариат».
- 9 сентября — Лекхето, Джейкоб (34) — южноафриканский футболист, двукратный чемпион России в составе московского «Локомотива»[8].
- 9 сентября — Пхумсаван, Нухак (98) — лаосский политик, президент (1992—1998)[9].
- 9 сентября — Григорий Ястребинецкий (91) — советский педагог, заслуженный учитель РСФСР.
- 10 сентября — Осипьян, Юрий Андреевич (77) — российский учёный-физик, академик РАН.
- 10 сентября — Покальчук Юрий Владимирович (68) — писатель, переводчик, музыкант, сценарист)[10].
- 10 сентября — Хэндли, Вернон (77) — британский дирижёр[11].
- 11 сентября — Кузнецов, Николай Иванович (86) — Герой Советского Союза, Полный Кавалер ордена Славы[12]..
- 11 сентября — Николай Негода (80) — украинский поэт и писатель. Заслуженный деятель искусств Украины.
- 12 сентября — Алексей Хрынов (43) — российский музыкант, лидер группы «Полковник и Однополчане».
- 14 сентября — Трошев, Геннадий Николаевич (61) — российский военачальник, генерал-полковник, Герой России, советник Президента Российской Федерации; авиакатастрофа[13]..
- 14 сентября — Погодин, Владимир Евгеньевич (57) — первый вице-президент Всероссийской федерации самбо, Заслуженный тренер СССР; авиакатастрофа[14]
- 15 сентября — Райт, Ричард (65) — участник группы Pink Floyd[15]
- 15 сентября — Роман Серых (68) — советский и российский ученый в области теории бетона и железобетона.
- 16 сентября — Волконский, Андрей Михайлович (75) — русский композитор, клавесинист, дирижёр, князь из рода Волконских[16].
- 27 сентября — Николай Степанов (89) — участник Великой Отечественной войны, Герой Советского Союза.
- 18 сентября — Кагель, Маурисио (76) — немецкий аргентинский композитор[17].
- 21 сентября — Виджетунге, Дингири (86) — премьер-министр Шри-Ланки (1989–1993), президент Шри-Ланки (1993–1994).
- 21 сентября — Николай Лукьянов (59) — режиссёр, актёр, композитор.
- 22 сентября — Вячеслав Затылков (83) — полковник Советской Армии, участник Великой Отечественной войны, Герой Советского Союза.
- 22 сентября --- Романов, Михаил Андреевич (88) — потомок рода Романовых, старший сын князя императорской крови Андрея Александровича от первого брака, правнук императора Александра III, праправнук императора Николая I[18].
- 22 сентября --- Романов, Михаил Фёдорович (84) -- потомок рода Романовых, сын князя императорской крови Фёдора Александровича, правнук императора Александра III, праправнук императора Николая I.
- 24 сентября — Иван Карабанов (82) — Полный кавалер Ордена Славы.
- 24 сентября — Каулс, Альберт Эрнстович (69) — советский и латвийский работник сельского хозяйства, Герой Социалистического Труда.
- 24 сентября — Лахт, Уно (84) — эстонский поэт, прозаик и публицист.
- 24 сентября — Ямадаев, Руслан Бекмирзаевич (47) — чеченский военный и политический деятель, депутат Государственной Думы РФ IV созыва, Герой России; убийство[19].
- 25 сентября — Илларион Чуличкин (93) — участник Великой Отечественной войны, Герой Советского Союза.
- 26 сентября — Калиновская, Дина Михайловна (74) — русский прозаик, драматург и сценарист.
- 26 сентября — Ньюман, Пол (83) — американский актёр; рак[20].
- 28 сентября — Михайлов, Владимир Дмитриевич (79) — русский писатель-фантаст[21].
- 28 сентября — Забродин, Алексей Валериевич (74) — советский и российский учёный, член-корреспондент РАН, доктор физико-математических наук, профессор, специалист в области математической физики и пр.
- 28 сентября — Малалай Какар (41) — первая в афганской провинции Кандагар женщина-полицейский, самая высокопоставленная женщина-полицейский в стране[22][23].
- 29 сентября — Михаил Ренц (91) — участник Великой Отечественной войны, Герой Советского Союза.
- 30 сентября — Бонгард-Левин, Григорий Максимович (75) — российский индолог, академик РАН[24]..
- 30 сентября — Эндель Липпус (82) — эстонский скрипач и музыкальный педагог.